# Symphonies de Wolfgang Amadeus Mozart

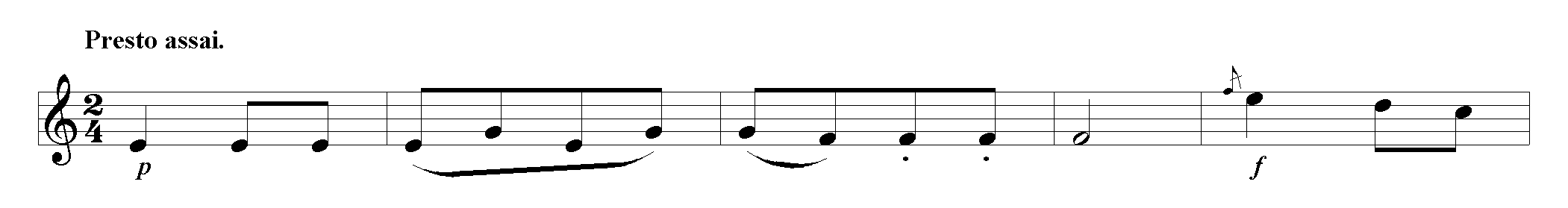
Incipit des symphonies de Mozart.

Le nombre exact de symphonies composées par Wolfgang Amadeus Mozart demeure inconnu. Néanmoins, en l'état actuel des recherches, ce nombre semble se situer entre 55 et 60 symphonies. Il est connu également qu'il a composé sa première dès sa huitième année en 1764, et que sa dernière l'a été en 1788, soit un peu plus de trois ans avant sa mort en 1791.
Il faut ajouter à cela un certain nombre de symphonies de jeunesse dont la numérotation, adoptée par l'éditeur Breitkopf & Härtel (qui est d'ailleurs celle des 41 symphonies traditionnellement reconnues), débute à partir du numéro 42. Mais l'authenticité de ces symphonies de jeunesse n'est pas toujours acceptée par les musicologues.

## Liste traditionnelle

### Catalogue Köchel
La numérotation traditionnelle est celle établie par Ludwig von Köchel et qui date de la seconde moitié du XIXe siècle. Elle répertorie 41 symphonies (numérotées de 1 à 41). Mais cette numérotation est erronée à plusieurs titres :
- la chronologie est approximative ;
- elle comporte des œuvres apocryphes ;
- elle omet, au contraire, des œuvres authentiques ;
- elle comporte des œuvres qui bien qu'authentiques ne sont pas des symphonies (Par exemple des ouvertures d'opéras)[b 1].

#### Liste
- Symphonie no 1 K. 16
- Symphonie no 2 K. 17
- Symphonie no 3 K. 18
- Symphonie no 4 K. 19
- Symphonie no 5 K. 22
- Symphonie no 6 K. 43
- Symphonie no 7 K. 45
- Symphonie no 8 K. 48
- Symphonie no 9 K. 73
- Symphonie no 10 K. 74
- Symphonie no 11 K. 84 (et K. 73q)
- Symphonie no 12 K. 110 (et K. 75b)
- Symphonie no 13 K. 112
- Symphonie no 14 K. 114
- Symphonie no 15 K. 124
- Symphonie no 16 K. 128
- Symphonie no 17 K. 129
- Symphonie no 18 K. 130
- Symphonie no 19 K. 132
- Symphonie no 20 K. 133
- Symphonie no 21 K. 134
- Symphonie no 22 K. 162
- Symphonie no 23 K. 181 (et K. 162b)
- Symphonie no 24 K. 182 (et K. 173dA)
- Symphonie no 25 K. 183 (et K. 173dB)
- Symphonie no 26 K. 184 (et K. 161a)
- Symphonie no 27 K. 199 (et K. 161b)
- Symphonie no 28 K. 200 (et K. 189k)
- Symphonie no 29 K. 201 (et K. 186a)
- Symphonie no 30 K. 202 (et K. 186b)
- Symphonie no 31 K. 297 (et K. 300a) (dite "Paris")
- Symphonie no 32 K. 318
- Symphonie no 33 K. 319
- Symphonie no 34 K. 338
- Symphonie no 35 K. 385 (dite "Haffner")
- Symphonie no 36 K. 425 (dite "Linz")
- Symphonie no 37 K. 444
- Symphonie no 38 K. 504 (dite "Prague")
- Symphonie no 39 K. 543
- Symphonie no 40 K. 550
- Symphonie no 41 K. 551 (dite "Jupiter")

### Compléments à la liste traditionnelle
Cette liste est complétée par la suite par Breitkopf & Härtel. La liste comporte ainsi 70 symphonies de Mozart ou qui lui sont alors attribuées,.

#### Liste
- Symphonie K. Anh. 220 (et K. 16a)
- Symphonie K. 19a
- Symphonie K. 19b
- Symphonie no 7a K. 45a
- Symphonie no 42 K. 75
- Symphonie no 43 K. 76 (et K. 42a)
- Symphonie no 44 K. 81 (et K. 73l)
- Symphonie no 45 K. 95 (et K. 73n)
- Symphonie no 46 K. 96 (et K. 111b)
- Symphonie no 47 K. 97 (et K. 73m)
- Symphonie no 48 K. 120 (et K. 111a)
- Symphonie no 50 K. 161/163 (et K. 141a)
- Symphonie no 51 K. 121 (et K. 207a)
- Symphonie no 52 K. 102 (et K. 213c)
- Symphonie no 54 K. Anh. 216 (et K. 74g)
- Symphonie no 55 K. Anh. 214 (et K. 45b)
- Symphonie no 56 K. Anh.C 11.04 (et K. 98)
- Symphonie K. 135 (et K. 135/61h)

## Liste chronologique
Cette liste est chronologique dans la mesure où l'état des recherches actuel le permet.

### Londres – La Haye: 1764 – 1766
Les six symphonies les plus anciennes de Mozart connues à ce jour sont K. 16 (no 1), K. 19a, K. 19b, K. 19 (no 4), K. 22 (no 5) et K. 45a (no 7a). Elles sont composées lors du séjour qu'effectuent les Mozart à Londres puis dans la province de Hollande entre 1764 et 1766. Après la mort du compositeur, sa sœur Maria Anna (surnommée "Nannerl") a rapporté l'avoir vu composer sa première symphonie à la fin de l'été 1764 à Chelsea près de Londres. Rien ne prouve toutefois qu'il s'agisse de la symphonie K. 16. L'autographe de cette dernière porte néanmoins la mention "Londres 1764". Les Mozart ont donné à Londres des concerts les 21 février et 13 mai 1765 durant lesquels la symphonie K. 16, ainsi que les symphonies K.19a et K. 19 si elles étaient déjà composées, furent probablement jouées,.
La symphonie K. 22 est la première dont il est certain qu'elle fut composée en Hollande. La partition porte effectivement, de la main de Leopold Mozart la mention « La Haye décembre 1765 ». La symphonie K. 45a a vu vraisemblablement le jour également à La Haye en 1766.
Liste :
- (1) Symphonie no 1 K. 16 (Londres, 1764[b 1])
- (2) Symphonie K. 19a (Londres, 1765[b 3])
- (3) Symphonie K. 19b (Londres, 1765, perdue[b 3])
- (4) Symphonie no 4 K. 19 (Londres, 1765[b 3])
- (5) Symphonie no 5 K. 22 (La Haye, décembre 1765[b 3])
- (6) Symphonie no 7a K. 45a (La Haye, 1766, révisée à Salzbourg en 1767[b 3])

### Vienne - Olomouc: 1767 – 1768
Du retour des Mozart de La Haye le 29 novembre 1766 à leur départ pour Vienne le 11 septembre 1767, soit neuf mois, il n'y a aucune certitude sur le fait que Wolfgang ait composé des symphonies. Les trois symphonies suivantes, K. 43, K. 45 et K. 48, sont composées dans le contexte du séjour des Mozart à Vienne durant les années 1767 et 1768.
Liste :
- (7) Symphonie no 6 K. 43 (Vienne et Olomouc, automne 1767[b 4])
- (8) Symphonie no 7 K. 45 (Vienne, 16 janvier 1768[b 4])
- (9) Symphonie no 8 K. 48 (Vienne, 13 décembre 1768[b 4])

### Salzbourg - Italie: 1769 – 1770
La date de composition de la symphonie K. 73 est inconnue. Le manuscrit autographe comporte bien la date 1769, mais elle fut ajoutée postérieurement par une main étrangère. La date qui semble être la plus probable est 1770. D'autres années, allant jusqu'à 1772, ont été avancées, mais elles s'avèrent peu pertinentes. Le lieu de composition semble être Salzbourg ou, suivant la date retenue, l'Italie lors du premier séjour de Mozart dans la péninsule,.
Liste :
- (10) Symphonie no 9 K. 73 (Salzbourg ou Italie, fin 1769 ou début 1770[b 2])

### Milan - Salzbourg: 1770 - 1772
- Symphonie no 10 K. 74 (Milan, 1770)
- Symphonie no 12 K. 110 (et K. 75b) (Salzbourg, 1771)
- Symphonie no 48 K. 120 (et K. 111a) (Milan, 1771)
- Symphonie no 13 K. 112 (Milan, 1771)
- Symphonie no 14 K. 114 (Salzbourg, 1771)
- Symphonie no 15 K. 124 (Salzbourg, 1772)
- Symphonie no 16 K. 128 (Salzbourg, 1772)
- Symphonie no 17 K. 129 (Salzbourg, 1772)
- Symphonie no 18 K. 130 (Salzbourg, 1772)
- Symphonie no 19 K. 132 (Salzbourg, 1772)
- Symphonie no 20 K. 133 (Salzbourg, 1772)
- Symphonie no 21 K. 134 (Salzbourg, 1772)
- Symphonie no 50 K. 161/163 (et K. 141a) (Salzbourg, 1772)
- Symphonie K. 135 (et K. 135/61h) (Milan, 1772?)

### Salzbourg: 1773
- Symphonie no 22 K. 162 (1773)
- Symphonie no 23 K. 181 (et K. 162b) (1773)
- Symphonie no 24 K. 182 (et K. 173dA) (1773)
- Symphonie no 25 K. 183 (et K. 173dB) (1773)
- Symphonie no 26 K. 184 (et K. 161a) (1773)
- Symphonie no 27 K. 199 (et K. 161b) (1773)

### Salzbourg - Munich: 1774 - 1775
- Symphonie no 28 K. 200 (et K. 189k) (Salzbourg, 1774)
- Symphonie no 29 K. 201 (et K. 186a) (Salzbourg, 1774)
- Symphonie no 30 K. 202 (et K. 186b) (Salzbourg, 1774)
- Symphonie no 51 K. 121 (et K. 207a) (Salzbourg, 1774 et Munich, 1775)
- Symphonie no 52 K. 102 (et K. 213c) (Salzbourg, 1775)

### Paris: 1778
- Symphonie no 31 K. 297 (et K. 300a) (dite "Paris") (1778)

### Salzbourg: 1779 - 1780
- Symphonie no 32 K. 318 (1779)
- Symphonie no 33 K. 319 (1779)
- Symphonie no 34 K. 338 (1780)

### Vienne - Linz: 1782 - 1788
- Symphonie no 35 K. 385 (dite "Haffner") (Vienne, 1782)
- Symphonie no 36 K. 425 (dite "Linz") (Linz, 1783)
- Symphonie no 38 K. 504 (dite "Prague") (Vienne, 1786)
- Symphonie no 39 K. 543 (Vienne, 1788)
- Symphonie no 40 K. 550 (Vienne, 1788)
- Symphonie no 41 K. 551 (dite "Jupiter") (Vienne, 1788)

### Œuvres dont l'attribution est douteuse
- Symphonie no 11 K. 84 et (K. 73q) (Milan et Bologne, 1770)
- Symphonie no 42 K. 75 (Salzbourg, 1771)
- Symphonie no 43 K. 76 (K. 42a) (Vienne, 1767)
- Symphonie no 44 K. 81 (et K. 73l) (Rome, 1770)
- Symphonie no 45 K. 95 (et K. 73n) (Rome, 1770)
- Symphonie no 46 K. 96 (et K. 111b) (Milan, 1771)
- Symphonie no 47 K. 97 (et K. 73m) (Rome, 1770)
- Symphonie no 54 K. Anh. 216 (et K. 74g) (Salzbourg, 1771)
- Symphonie no 55 K. Anh. 214 (et K. 45b) (Salzbourg, 1768)
- Symphonie no 56 K. Anh.C 11.04 (et K. 98) (Milan, 1771?)
- Symphonie K. Anh. 220 (et K. 16a) (Londres, 1765?)[1]

### Œuvres apocryphes
Liste :
- Symphonie en sol majeur, K. deest « Neue Lambacher Sinfonie ». De Leopold Mozart.
- Symphonie en ut majeur, K. 16b (Anh. C.11.01). De Leopold Mozart.
- Symphonie no 2 K. 17 en si-bémol majeur (Anh. C.11.02) (De Leopold Mozart[b 3])
- Symphonie no 3 K. 18 (Anh. A51) (Est l'opus 7 no 6 de Karl Friedrich Abel. Mozart substitue des clarinettes aux hautbois.[b 3])
- Symphonie en ré majeur K. 291 (Anh. A52) (Est la symphonie no 23 Perger 43, Sherman 22, MH 287 de Michael Haydn.)
- Symphonie no 37 K. 444 (Est la symphonie no 25 Perger 16, Sherman 25, MH 334 de Michael Haydn, à l'exception de la lente introduction que Mozart a ajoutée.)
- Symphonie en si bémol majeur, K. Anh. C.11.05. D'un auteur inconnu.
- Symphonie en ré majeur, K. Anh. 219 (C.11.06). De Leopold Mozart.
- Symphonie en sol majeur, K. Anh. 293 (C.11.09). De Leopold Mozart.
- Symphonie en fa majeur, K. Anh. 293c (C.11.10). De Ignace Joseph Pleyel[1].
- Symphonie en ut majeur, K. Anh. C.11.11. De Adalbert Gyrowetz.
- Symphonie en fa majeur, K. Anh. C.11.12. De Karl Ditters von Dittersdorf.
- Symphonie en sol majeur, K. Anh. 294 (C.11.13). De Leopold Mozart.
- Symphonie en ut majeur, K. Anh. C.11.14. De Anton Eberl.
- Symphonie en ut majeur, K. Anh. C.11.15. D'un auteur inconnu.
- Symphonie en sol ou ut majeur, K. Anh. C.11.16. D'un auteur inconnu.